# Triboluminiscencia

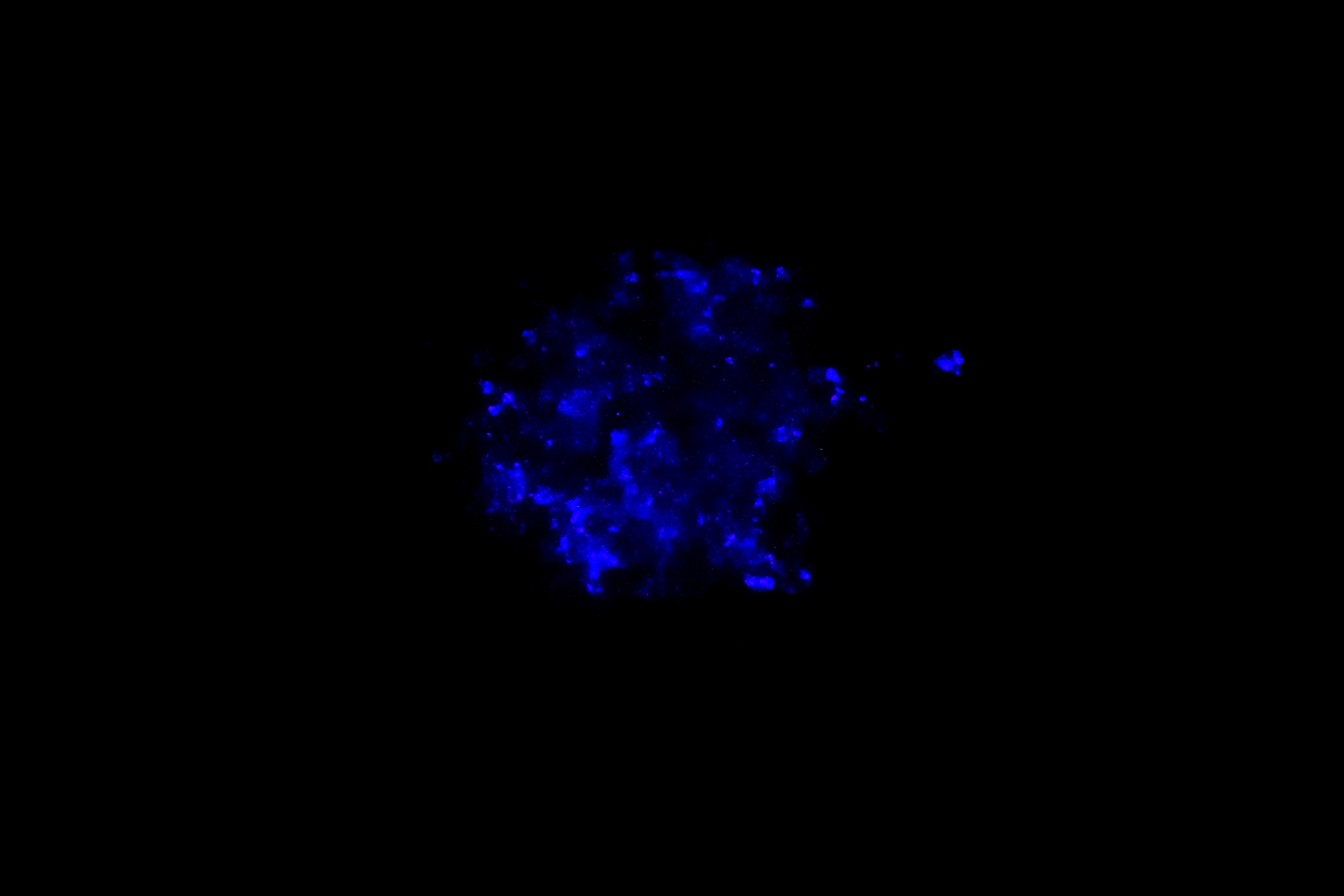
Triboluminiscencia del silicato de nicotina

La triboluminiscencia es la emisión de luz posterior a una deformación o a una fractura vía mecánica o térmica. El término procede del griego τριβείν ("tribeín"), frotar, maltratar, y del latín lumen, luz. 
Se trata de un fenómeno óptico que se genera cuando algunas especies químicas y determinados materiales están sometidos a trituración, tensión, agitación, estrés térmico o cualquier otro procedimiento que conlleve ruptura de enlaces químicos. Este fenómeno no ha sido enteramente elucidado. Parece ocurrir por separación y reunificación de cargas eléctricas.
La triboluminiscencia es observable cuando, por ejemplo, en oscuridad total, se trituran cristales de azúcar de caña o de sales de uranilo en un mortero de vidrio de cuerpo y mano transparentes, o cuando en aire líquido se sumerge un tubo de ensayo que contenga estos cristales. El color, la intensidad y la duración de los destellos triboluminiscentes dependen de la naturaleza del material ensayado. 
El concepto triboluminiscencia se utiliza a menudo como sinónimo de fractoluminiscencia: vocablo utilizado solamente cuando se refiere a luz procedente de cristales fracturados. La triboluminiscencia difiere de la piezoluminiscencia en que un material piezoluminiscente no emite luz cuando se fractura: la emite únicamente cuando se deforma.
Fractoluminiscencia y piezoluminiscencia son ejemplos de mecanoluminiscencia, que es la luminiscencia que resulta de cualquier acción mecánica sobre un sólido.

## Historia
La primera referencia a la utilización del fenómeno de la triboluminiscencia procede de los indios ute, pobladores de la región de Colorado Central, quienes desde una remota antigüedad han utilizado sonajas de cristales de cuarzo para generar luz.
Tales sonajas, de uso ceremonial, se elaboraban con piel de búfalo (traslúcida), que se rellenaba con cristales de cuarzo. Cuando, durante las ceremonias nocturnas, las sacudían los chamanes, la fricción y la tensión mecánica de los cristales de cuarzo producían destellos de luz triboluminiscente.
En tiempos modernos, Nicolás Monardes (1508-1588) refirió la triboluminiscencia haciéndose eco de observaciones de porteadores sevillanos de sacos de azúcar en noches sin luna. En 1620, Francis Bacon, en su Novum Organum, expresó: "Es bien sabido que todo el azúcar, ya sea en almíbar o en bloque, si es duro, brillará cuando se rompa o sea raspado en la oscuridad." En 1663 el científico Robert Boyle también informó acerca de algunos de sus trabajos sobre la triboluminiscencia.

## Otras lecturas
- Martín Gil, Jesús; Martín Gil, Francisco J. (1978). «Triboluminescence of new uranyl salts». Journal of Chemical Education 55 (5): 340. Bibcode:1978JChEd..55..340G. doi:10.1021/ed055p340.

- Sweeting, Lind M. (septiembre de 1998). «Wintergreen Candy and Other Triboluminescent Materials». Department of Chemistry. Scientific Experiments at Home. Towson University.